# Monochamus itzingeri
Monochamus itzingeri là một loài bọ cánh cứng trong họ Cerambycidae.